# 水谷雪
水谷雪（1920年—2014年11月22日），日本三重縣津市人，長期幫助臺灣屏東縣竹田鄉竹田村學子，被稱為「雪婆婆」。

## 生平
水谷雪和水谷政美以媒妁之言結婚。二戰期間，1943年，水谷雪已懷第二胎身孕，丈夫徵召去臺灣服役，此後音訊全無。她沒有改嫁，拉拔兩女長大，從事美容業，住在三重縣津市，24年後才確定丈夫因瘧疾客死在竹田野戰病醫院（今竹田國小）。

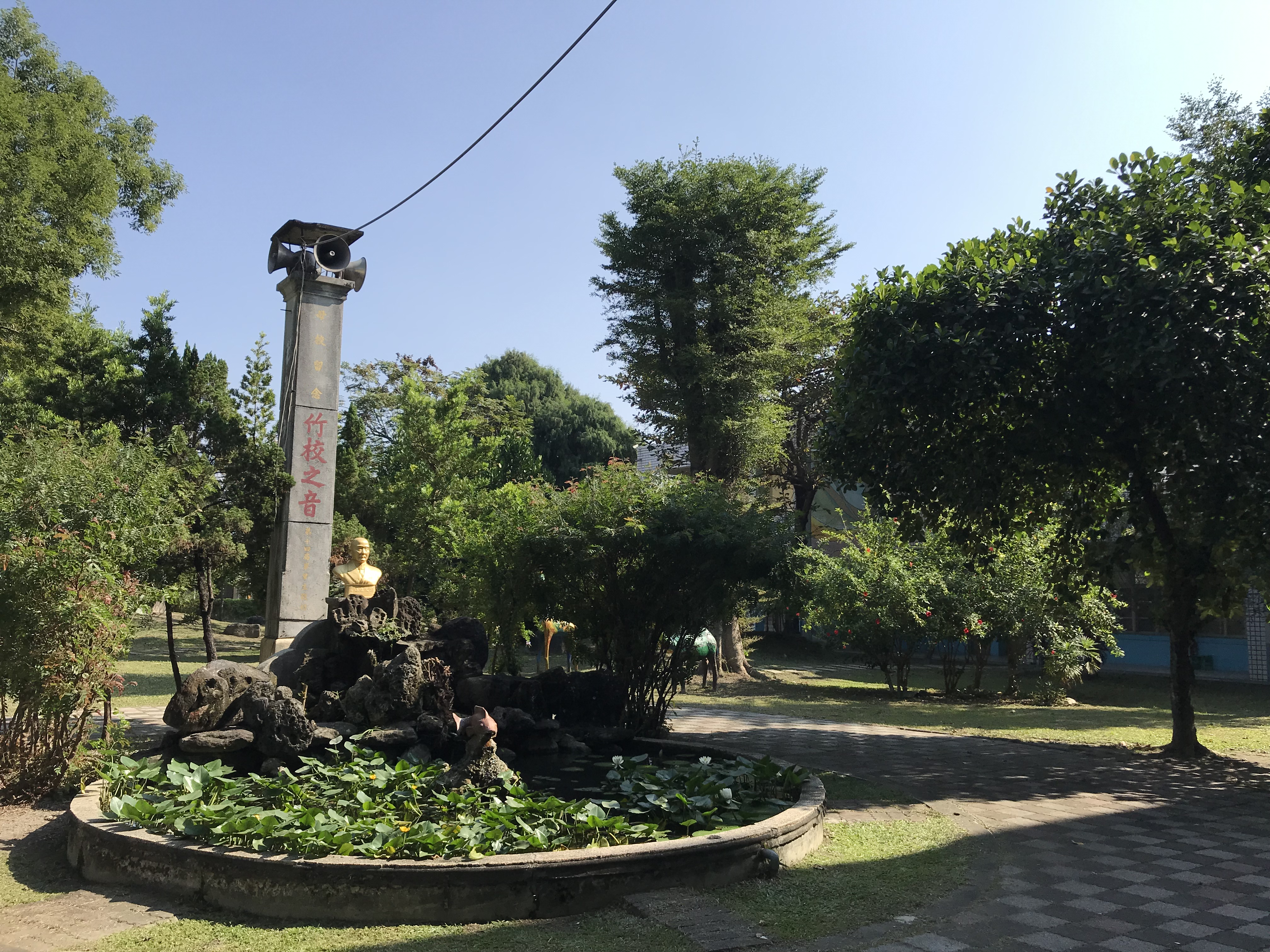
竹田國小一景

1981年8月4日，水谷雪在女婿西田忠信陪同下首次來台灣，到竹田國小憑弔，看到校園忍不住落淚。隔年她再訪，特地從竹田國小帶一把泥土回去圓墳，此後她們一家人陸續捐助竹田國小乒乓球桌、圖書、獎助學金等，也幫忙照顧赴日求學的竹田鄉子弟。三十多年，水谷雪幾乎每兩年就到竹田國小，協助興學。
2007年，水谷雪捐贈日幣10萬元。2008年，已87歲的水谷雪由女兒西田加代、女婿西田忠信陪同再度來訪，捐助日幣10萬5000元。竹田國小學童高舉「水谷雪奶奶我愛您」的牌子，歌唱感謝。竹田村長傅民雄頒給她竹田村第一張榮譽村民證。傅民雄還為她寫歌〈莎喲娜啦！竹田〉，被馬修連恩收錄在專輯《Adventures in the Hakka Heartland》裡。此愛情故事也寫在曾寬的《小村之秋》第一篇〈多情的阿巴桑〉。
學校將其捐款成立「雪婆婆圖書文庫」。2010年，水谷雪最後一次造訪竹田國小，在畢業典禮穿著和服演唱。她選賴山陽的作品〈阿嵎嶺〉，描述站在崖岸望海的心情，該詩最後一句為「天連水處是台灣」。傅民雄當天邀請她到錄音室錄製，還答應幫她出專輯，更親自創作兩首歌曲〈雪婆婆〉、〈雪花飛〉，並邀請竹田國小學生與陳雙演唱。
2011年東日本大地震，竹田國小師生關心水谷雪奶奶及其親人狀況。學子們將自製的祈福卡懸掛於三重縣久居扶輪社成員3年前手植的三棵羅漢樹上，全校師生也發動捐款。
2013年4月24日，傅民雄、竹田國小退休教師潘雪華等五人至三重縣桑名市探視水谷雪，並送上竹田村長傅明雄創作、竹田國小學生演唱的《水谷雪女士音樂專輯》。
2014年11月22日，水谷雪去世，享壽94歲，同月24日12點在日本舉辦告別式，台灣時間11時也跨海連線在竹田國小作追思會。當日，竹田地方鄉親紛紛赴此國小，參加追思會。
一位楊姓學童說很懷念小時候，大家唱歌跳舞給她看的時間；鍾姓學童說就想說還有機會和她一起唱歌，結果沒了，覺得很捨不得。

## 身後

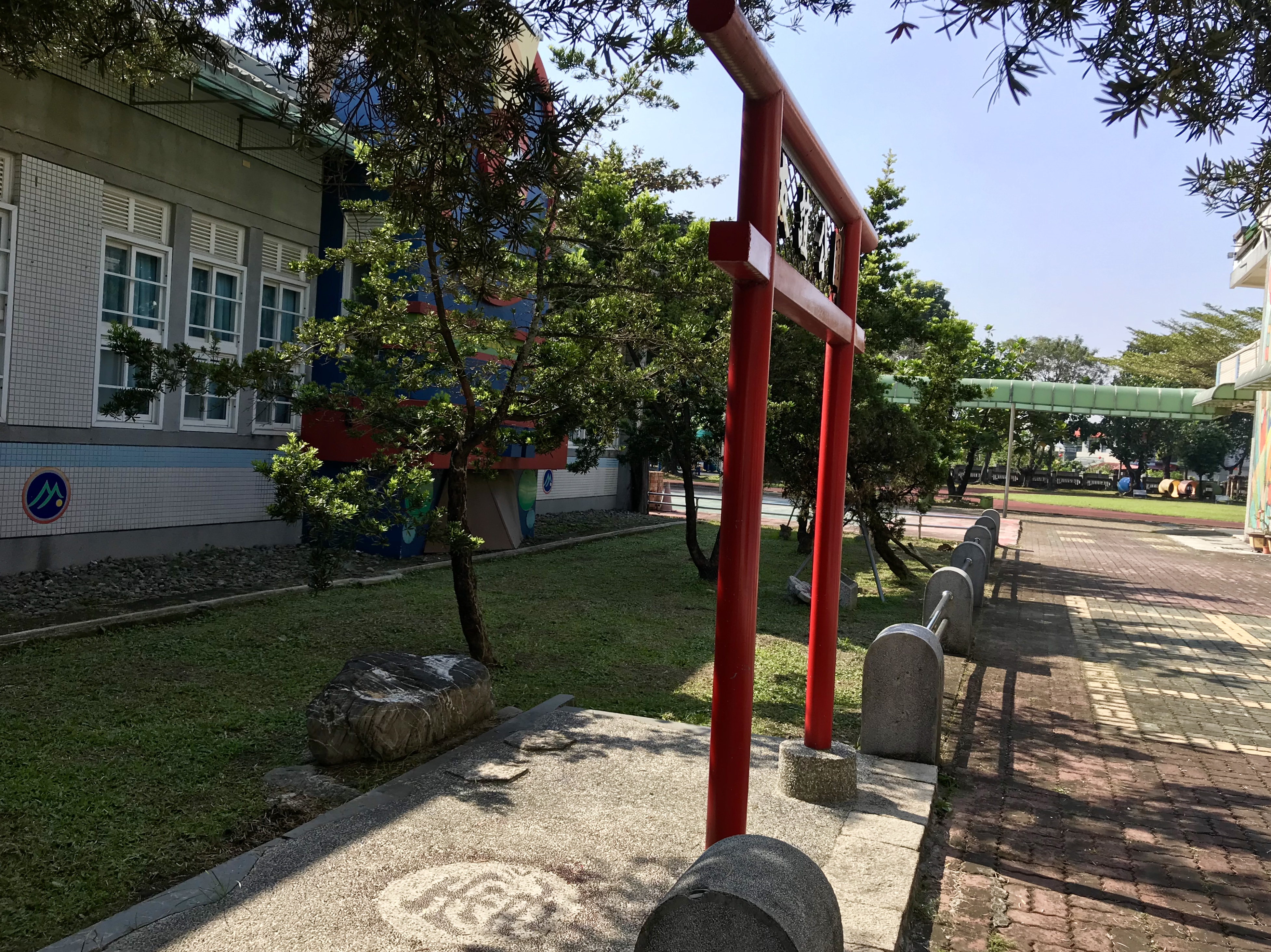
竹田國小友誼公園的洗石子地上，排著水谷雪的「雪」字。

水谷雪希望結婚金戒指埋在竹田，象徵在此地和夫婿再次成婚，並守護懷念之地竹田村。去世後，其女婿向校方聯繫，說明這就是岳母最大的遺願，要讓兩人的靈魂可以在竹田重聚。
2014年4月24日，三重縣山本勝議長參訪團，應邀為竹田國小紀念水谷雪的「愛在竹田故事牆」揭牌。他們還扮演忍者當作文化交流大使，也感謝師生在311地震之後拍攝鼓勵影片。竹田國小校長謝俊明說：「希望透過這老人家，很平凡的故事，但是她對學校的感情，對她老公的感情，希望給我們孩子，給我們的老師社區的人士知道，其實感情這件事情不分國界……」 
2015年1月10日，西田忠信帶著岳母婚戒、對杯、編織物等遺物來到竹田，完成其遺願，也感謝老師們及鄉長讓水谷雪的愛能夠永遠留在竹田。已成為竹田鄉長的傅民雄表示鄉民都知道水谷雪令人動容的愛情故事，亦為竹田最重要文化資產。
津市的在地民眾，也延續了水谷雪的助學活動。

## 外部連結
- 多情的阿巴桑_曾宽_新浪博客 （页面存档备份，存于）